# Sulików (gmina w guberni piotrkowskiej)
Sulików (od 1915 Mierzęcice) – dawna gmina wiejska istniejąca do 1915 roku w guberni piotrkowskiej. Siedzibą władz gminy był Sulików (obecnie dzielnica Siewierza), a następnie Mierzęcice.
Gmina powstała w 1864 roku w wyniku podziału gminy Olkusko-Siewierskiej. Jej granice zatwierdzono 1 stycznia?/13 stycznia 1867 w związku z reformą gminną w Królestwie Polskiem. Należała do powiatu będzińskiego (bendińskiego) w guberni piotrkowskiej. 31 maja 1870 do gminy przyłączono pozbawiony praw miejskich Siewierz.
W 1890 roku z gminy Sulików wyodrębniono gminę Siewierz obejmującą samą osadę miejską Siewierz (z Chmielowskimi). Gmina została zniesiona w połowie 1915 roku przez przemianowanie na gminę Mierzęcice.